# Burringbar
Burringbar – miasto w Australii, w stanie Nowa Południowa Walia.